# 홍윤숙
홍윤숙(洪允淑, 1925년 8월 19일~2015년 10월 12일)은 대한민국의 시인이다. 본관은 남양이다. 1949년, 《태양신문사》 문화부 기자로 활동했으며, 1984년에는 한국여류문학인회 회장, 1989년에는 한국가톨릭 문우회 회장, 1990년에는 한국시인협회 회장을 지냈으며, 예술 발전에 공적이 있는 30년 이상의 경력을 지닌 예술가에게 주어지는 대한민국예술원 회원으로 인준되었다.

## 수상 내역
- 1975년: 한국시인협회상
- 1985년: 대한민국문화예술상
- 1993년: 보관문화훈장
- 1995년: 공초문학상
- 1995년: 서울시문화상
- 1997년: 대한민국예술원상
- 2001년: 3·1 문화상
- 2010년: 시와시학사 특별상(2010)
- 2012년: 구상문학상

## 같이 보기
- 한국어 시인 목록
- 한국시인협회